# Misery Signals
I Misery Signals sono un gruppo musicale metalcore canadese formatosi in Wisconsin (Stati Uniti) nel 2002.

## Formazione
Attuale
- Karl Schubach - voce (dal 2006)
- Ryan Morgan - chitarra (dal 2002)
- Branden Morgan - batteria (dal 2002)
- Gregory Thomas - chitarra (dal 2011)
- Kyle Johnson - basso (2002-2010; dal 2013)

Ex membri
- Jesse Zaraska - voce (2002-2006)
- Jeff Aust - chitarra (2002)
- Stuart Ross - chitarra (2002-2010)
- Kent Wren - basso (2011-2013)

## Discografia
Album in studio
- 2004 - Of Malice and the Magnum Heart
- 2006 - Mirrors
- 2008 - Controller
- 2013 - Absent Light
- 2020 - Ultraviolet

EP
- 2003 - Misery Signals